# New Tales from the Borderlands
New Tales from the Borderlands — компьютерная игра, разработанная Gearbox Studio Québec и изданная 2K. Вышла в октябре 2022 года для Nintendo Switch, PlayStation 4, PlayStation 5, Windows, Xbox One и Xbox Series X/S.

## Геймплей
Как и Tales from the Borderlands, это графическая приключенческая игра, в которой игрок исследует окружающий мир, сталкивается с Quick Time Event и делает выборы по ходу сюжета, которые могут изменить исход истории. У каждого персонажа есть свои уникальные способности. У Ану есть высокотехнологичные очки, которые позволяют ей сканировать объекты; Октавио может просматривать страницы других людей в социальных сетях и взламывать их устройства; Фрэн может замораживать врагов.

## Отзывы
| Русскоязычные издания | Русскоязычные издания |
| Издание               | Оценка                |
| --------------------- | --------------------- |
| StopGame.ru           | Проходняк             |

Райан Маккэффри из IGN дал игре 7 баллов из 10 и написал, что больше всего ему понравились 3 новых главных героя. Элис Белл из Rock, Paper, Shotgun посчитала, что лучше поиграть в Tales from the Borderlands. Грейсон Морли из Polygon отметил, что 1 эпизод игры лучше остальных. Викки Блейк из GamesRadar вручила проекту 4 звезды из 5 и подчеркнула, что «всё, что вам нравилось в оригинальной игре от Telltale, здесь только больше и лучше». Джордан Рэми из GameSpot вручил игре оценку 7 из 10; он писал, что «3 и 4 эпизоды заметно слабее, чем остальные».